# Pěna (průliv)
Pěna (německy Peenestrom) je průliv, který odděluje ostrov Uznojem (Usedom) od pevniny v zemském okrese Přední Pomořansko-Greifswald spolkové země Meklenbursko-Přední Pomořansko v Německu. Svou délkou cca 20 km patří k delším ze tří průlivů (Svina 16 km, Dziwna 32,4 km), které spojují Štětínský záliv s Baltským mořem. Název průlivu je podle řeky Pěny (německy Peene), která se vlévá u jihozápadního cípu ostrova Uznojem do Štětínského zálivu.
Vhledem hodnotám změny hladiny mořské vody, síly větru, salinitě bylo vypočteno, že přes průliv Pěna odtéká 17 % vod ze Štětínského zálivu do Baltského moře a zbytek ostatními dvěma průlivy (Svina 69%, Dziwna 14%).
Průliv spolu se zátokami a lagunami, levobřežní části pevniny zemského okresu Přední Pomořansko-Greifswald a německou částí ostrova Uznojem tvoří Přírodní rezervaci ostrova Uznojem (německy: Naturpark Insel Usedom).
Součástí průlivu je zátoka a Achterwasser.

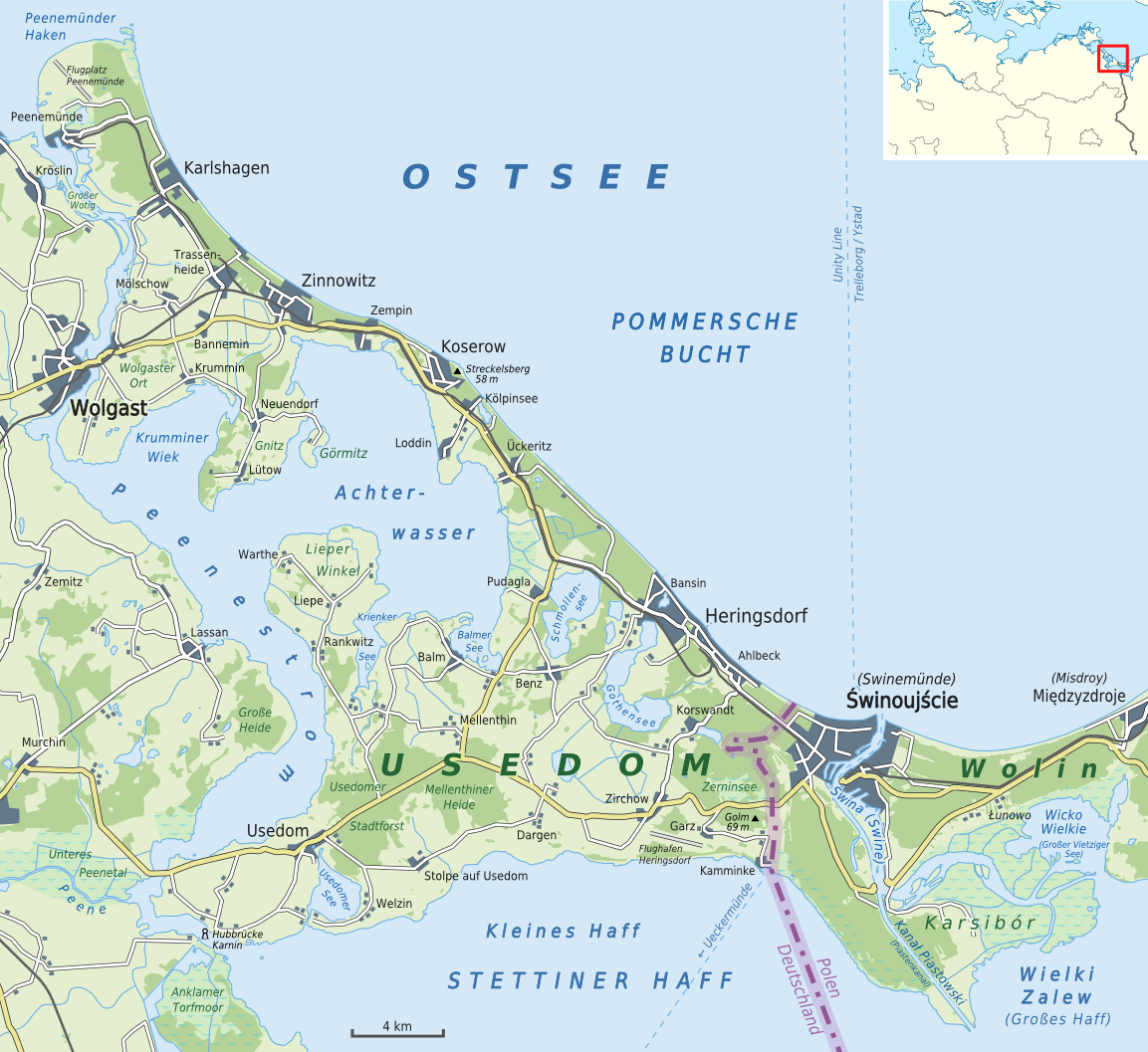
Mapa ostrova Usedom a průlivu Pěna

Nad průlivem se nacházejí města: 
- Peenemünde
- Usedom
- Wolgast